# Jason Hessels
Jason William Thomas (Jason) Hessels (Calgary, Canada, 1979) is een Nederlandse sterrenkundige die onderzoek doet naar neutronensterren en pulsars. Hij is hoogleraar observationele hoge-energieastrofysica, in het bijzonder radioastronomie aan de Universiteit van Amsterdam en onderzoeker aan ASTRON, het Nederlands instituut voor radioastronomie.

## Opleiding en carrière
Hessels promoveerde in 2007 aan de McGill universiteit in Montreal (Canada) bij Victoria Michelle Kaspi op een proefschrift met de titel Discovery and study of exotic radio pulsars. Van 2006 tot 2008 was hij postdoc aan de Universiteit van Amsterdam, gefinancierd door Canadese fellowships. In 2008 werd hij junior onderzoeker in Amsterdam. Daarna senior onderzoeker en in 2014 universitair hoofddocent. In 2021 werd hij benoemd tot hoogleraar. Hessels is ook hoofdastronoom bij ASTRON.

## Onderzoek
Zijn onderzoek richt zich vooral op pulsars: neutronensterren die als kosmische vuurtorens met regelmaat kortdurende pulsen uitzenden. In 2006 ontdekte Hessels met collega's de snelstdraaiende pulsar PSR J1748−2446ad. In 2010 stond Hessels mede aan de wieg van de ontdekking van de toen zwaarste neutronenster. In 2017 ontdekte hij met collega's de snelstdraaiende pulsars buiten een bolvormige sterrenhoop. Verder zag hij met zijn team dat de dichtstbijzijnde beroemde radioflitser FRB 180916.J0158+65 min of meer regelmatig flitst. Hessels vertelt graag over zijn werk op basisscholen en tijdens publieksevenementen en ontwikkelde de ‘knutselpulsar’ waarmee kinderen leren over rotatie en magnetische velden.

## Prijzen en onderscheidingen
- Veni-beurs (2008-2011)[12][13]

- Vidi-beurs (2012-2017)[14][15]

- ERC Starting Grant (2013-2018)[16]

- Pastoor Schmeitsprijs (2016)[17]

- Lid Jonge Akademie (2016-2021)[18][19]

- Vici-beurs (2019-2024)[20][21]
- ERC Advanced Grant (since 2023)[22]

## Publicaties
- 3 maart 2006: Jason W. T. Hessels, Scott M. Ransom, Ingrid H. Stairs, Paulo C. C. Freire, Victoria M. Kaspi, Fernando Camilo. A Radio Pulsar Spinning at 716 Hz. Science 311, 1901-1904 (2006). https://doi.org/10.1126/science.1123430
- 27 oktober 2010: Demorest, P., Pennucci, T., Ransom, S. et al. A two-solar-mass neutron star measured using Shapiro delay. Nature 467, 1081–1083 (2010). https://doi.org/10.1038/nature09466
- 5 januari 2017: Chatterjee, S., Law, C., Wharton, R. et al. A direct localization of a fast radio burst and its host. Nature 541, 58–61 (2017). https://doi.org/10.1038/nature20797
- 5 september 2017: C.G. Bassa et al. LOFAR Discovery of the Fastest-spinning Millisecond Pulsar in the Galactic Field. ApJL 846 L20 (2017) https://iopscience.iop.org/article/10.3847/2041-8213/aa8400
- 6 januari 2020: Marcote, B., Nimmo, K., Hessels, J.W.T. et al. A repeating fast radio burst source localized to a nearby spiral galaxy. Nature 577, 190–194 (2020). https://doi.org/10.1038/s41586-019-1866-z
- 17 juni 2020: The CHIME/FRB Collaboration, Amiri, M., Andersen, B. et al. Periodic activity from a fast radio burst source. Nature 582, 351–355 (2020). https://doi.org/10.1038/s41586-020-2398-2
- 22 maart 2021: Nimmo, K., Hessels, J.W.T., Keimpema, A. et al. Highly polarized microstructure from the repeating FRB 20180916B. Nat Astron (2021). https://doi.org/10.1038/s41550-021-01321-3